# Epirrhoe eophanata
Epirrhoe eophanata là một loài bướm đêm trong họ Geometridae.